# Sito palafitticolo Lugana Vecchia
Il sito palafitticolo Lugana Vecchia è inserito in un bacino lacustre di origine glaciale nell'anfiteatro morenico del lago di Garda,  situato tra Lugana e Colombare nel Comune di Sirmione in provincia di Brescia

## Storia
Nel 1996 vennero effettuati rilievi subacquei da operatori di Mantova e Pozzolengo, che portarono al rilevamento della palafitta, in zone Colombare di Sirmione, situata a 100 m dalla linea di costa ed avrebbe un'estensione di 125 x 90 m. I resti lignei, circa 15 costituiti da pali verticali, sono risultati in quercia, olmo e cerro.
L'esame dei manufatti, ha documentato che la palafitta fu fondata all'Età del bronzo. Furono portati in superficie pugnali, spilloni, punte di fiocina in bronzo, mentre più limitato è stato il numero dei frammenti in ceramica. 
Nel giugno 2011 il sito è stato inserito nella lista del Patrimonio dell'umanità dell'UNESCO, nell'ambito del sito seriale transnazionale Siti palafitticoli preistorici attorno alle Alpi. I reperti archeologici ritrovati a Lugana Vecchia sono conservati presso l'area archeologica di Sirmione e presso il Museo civico archeologico Giovanni Rambotti di Desenzano del Garda.
Del sito fanno parte 19 abitati palafitticoli italiani, dei quali 10 si trovano in Lombardia.